# Insignia de Conductor del Frente
La Insignia de Conductor del Frente (en alemán: Kraftfahrbewährungsabzeichen) fue una insignia militar alemana otorgada a los conductores de vehículos de transporte militar durante la Segunda Guerra Mundial.

## Requisitos
La insignia se creó el 23 de octubre de 1942 para recompensar a los conductores de vehículos de transporte militar, incluidos camiones, automóviles y motocicletas, que sirvieron durante períodos específicos en una zona de guerra después del 1 de diciembre de 1940. Tanto el personal de servicio como los conductores civiles bajo el mando de la Wehrmacht podían optar a ella, al igual que los voluntarios extranjeros, pero no los miembros de las fuerzas aliadas de Alemania.
El requisito para recibir la insignia era haber servido desde el 1 de diciembre de 1940 en la línea del frente o en la retaguardia de los frentes balcánico, norteafricano y oriental, con otras áreas agregadas a medida que avanzaba la guerra. El grado de la condecoración dependía del tipo de vehículo conducido. Para la insignia de bronce, era necesario:
- Haber servido como motociclista de reconocimiento y de envíos: 90 días;
- Haber conducido vehículos de suministro de apoyo a la línea del frente: 120 días;
- Haber conducido otras formas de transporte militar: 135 días.

La insignia de plata se otorgaba cuando se cumplían estos requisitos por segunda vez; la de oro por tercera vez. La insignia podía otorgarse por períodos más cortos en los que los conductores enfrentaban condiciones particularmente difíciles, o por logros de conducción especiales. Las condecoraciones eran autorizadas por los comandantes de batallón y sus superiores o, en el caso de civiles, por el Ministerio del Interior.
La condecoración podía perderse, por ejemplo, si el destinatario conducía peligrosamente o no realizaba el mantenimiento de su vehículo. No podía otorgarse de manera póstuma.

## Diseño

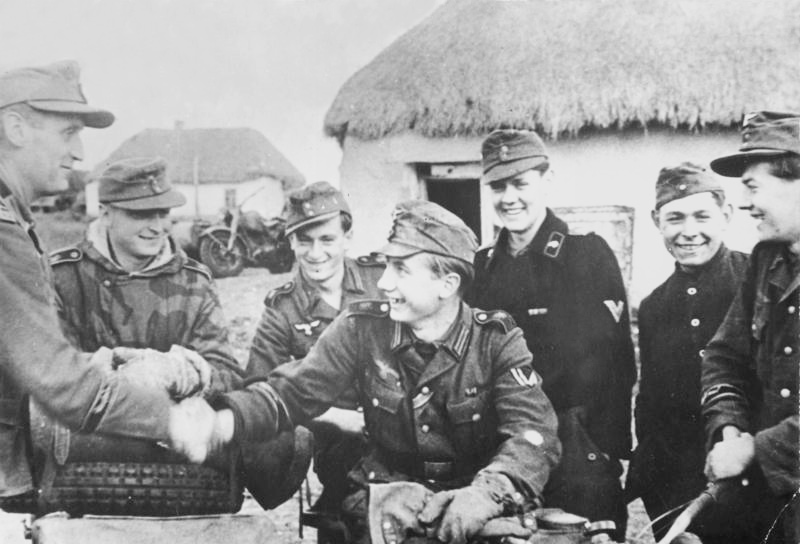
Soldado con la insignia en el brazo izquierdo.

La insignia consistía en una corona de laurel, de 44 mm de alto y 41 mm de ancho, que contenía una representación de un volante. Estaba hecha de aleación de hierro o zinc, con el acabado del color adecuado. Unido a una base de tela, se cosía en la chaqueta del uniforme por encima del puño izquierdo.
El uso de condecoraciones de la época nazi fue prohibido en 1945. En 1957, la Insignia de Conductor del Frente fue una de las condecoraciones de la Segunda Guerra Mundial que la República Federal de Alemania volvió a autorizar para los veteranos . Si bien muchas condecoraciones se rediseñaron para eliminar la esvástica, ésta en concreto se podía usar sin alterar, ya que no tenía este símbolo. Los miembros de la Bundeswehr que obtuvieron la insignia durante la guerra podían usarla en el ribete, representada por una pequeña réplica del premio en una cinta de color gris de campaña.